# تیراندازی در دبیرستان استونمن داگلاس
در ۱۴ فوریه ۲۰۱۸ میلادی، نیکولاس کروز ۱۹ ساله بر روی دانش‌آموزان و کارمندان دبیرستان مارجوری استونمن داگلاس در پارکلند، فلوریدا آتش گشود و ۱۷ نفر را کشته و ۱۷ نفر دیگر را زخمی نمود. کروز که یکی از دانش‌آموزان سابق آن مدرسه بود، پای پیاده با قاطی شدن در جمع سایر دانش‌آموزان از صحنه فرار کرد و پس از یک ساعت در کورال اسپرینگز، بدون ایجاد حادثهٔ دیگری دستگیر شد. او متهم به ۱۷ فقره قتل درجه اول با سوء نیت قبلی و ۱۷ فقره تلاش برای قتل درجه اول شد. طبق تحقیقات پلیس و تعقیب‌کنندگان قانونی «الگویی از مسائل انضباطی و رفتارهای ناشی از ضعف اعصاب» را یافتند.
این قتل‌عام، مهلک‌ترین قتل‌عام در تاریخ تیراندازی‌های دبیرستان‌های ایالات متحده است که از کشتار دبیرستان کلمباین که باعث کشته شدن ۱۵ نفر شامل مباشرین در جرم در آوریل ۱۹۹۹ در کلورادو شد نیز مهلک تر بود. این تیراندازی زمانی اتفاق افتاد که پس از تیراندازی جمعی در پارادایس، نوادا و ساترلند اسپرینگز، تگزاس در اکتبر و نوامبر ۲۰۱۷ میلادی، حمایت عمومی از کنترل اسلحه شدت گرفته بود.
دانش‌آموزان پارکلند گروه مدافعی به نام «دیگر هرگز MSD» را بنیان نهادند که جهت کنترل اسلحه لابی می‌کند. در ۹ مارس، فرماندار ریک اسکات، لایحه‌ای را امضاء کرد که قیود جدیدی را بر روی قوانین اسلحه فلوریدا اعمال کرده و همچنین اجازه می‌داد که معلمانی که آموزش کافی دیده‌اند مسلح شده و افسرانی در مدارس استخدام شوند.
دفتر کلانتر شهرستان بروارد هدف انتقادات گسترده‌ای به دلیل نحوه پاسخ پلیس در این ماجرا شد، هم به دلیل عدم توجه به هشدارهای متعدد در مورد کروز، با وجود سابقه طولانی از رفتارهای تهدیدآمیز و همچنین به دلیل این که هنگام حادثه، به جای این که به سرعت با کروز مقابله کنند، بیرون مدرسه ماندند. این مسئله منجر به استعفای چندین افسر پلیسی شد که در صحنه حضور داشته و همچنین باعث برکناری اسکات اسرائیل شد. کمیسیونی توسط فرماندار آن زمان، اسکات جهت تحقیق در زمینه تیراندازی تشکیل شد و بی‌عملی پلیس را محکوم کرده و از مدارس سراسر ایالت مصرانه خواست تا تدابیر امنیتی گسترده‌تری را به کار برند.
در ۲۰ اکتبر ۲۰۲۱ میلادی، کروز به تمام اتهامات اعتراف کرده و به خاطر اعمالش معذرت خواهی نمود. انتظار می‌رفت که محاکمه در ۲۰۲۲ میلادی صورت پذیرد. سپس محاکمه به فوریه ۲۰۲۲ میلادی عقب افتاد. سپس مجدداً محاکمه به آوریل ۲۰۲۲ میلادی عقب افتاد.

## شرح حادثه
در روز چهارشنبه ۱۴ فوریه یک دانش‌آموز ۱۹ ساله به نام «نیکلاس کروز» که به دلایل انضباطی از دبیرستان «استونمن داگلاس» شهر پارکلند که در ۷۲ کیلومتری شمال میامی جنوب فلوریدا اخراج شده بود با یک سلاح نیمه خودکار و سبک به نام ای‌آر-۱۵ که این سلاح شباهت زیادی به سلاح جنگی ام۱۶ دارد به همین دبیرستان حمله می‌کند و به روی دانش‌آموزان، معلمان و کارکنان دبیرستان که قبل شروع تیراندازی به دلیل به صدا درآمدن آژیر خطر در حال خروج از کلاسهای درسی و دبیرستان بودند شلیک می‌کند.
مقامات فلوریدا گفته‌اند که مهاجم جوان در حالی که ماسک ضدگاز بر چهره داشته به همراه یک قبضه سلاح، چند خشاب پر و چند نارنج دودزا وارد مدرسه می‌شود. احتمال داده می‌شود که خود ضارب قبل از اقدام به تیراندازی آژیر خطر را به صدا درآورده است تا در هنگام خروج دانش‌آموزان و معلمان بیشترین کشتار را انجام دهد.
ضارب حدود یک‌ساعت بعد در شهر کورال اسپرینگز در همسایگی پارکلند شناسایی شده و بدون مقاومتی دستگیر می‌شود.
همکلاسی‌های مهاجم به خبرگزاری رویترز گفته‌اند او دیوانهٔ تفنگ بوده و دربارهٔ چاقوها و تفنگ‌ها حرف‌های عجیبی می‌زده، اما هیچ‌کس او را هرگز جدی نگرفته بوده‌است.

## تلفات
در این حادثه ۱۷ نفر جان خود را از دست می‌دهند که ۱۳ نفر در داخل ساختمان دبیرستان، ۲ نفر در بیرون دبیرستان، یک نفر در جاده و ۲ نفر در بیمارستان کشته می‌شوند. این حادثه نزدیک به ۲۰ زخمی داشته‌است.
بیشتر قربانیان در داخل ساختمان کشته شده‌اند و در میان آنها هم بزرگسالان و هم دانش آموزان شناسایی شده‌اند.
کشته‌شدگان بعنوان اسامی پایین شناخته‌شدند.
- الیسا الهادف، ۱۴ ساله
- اسکات بیگل، ۳۵ ساله
- مارتین دوک، ۱۴ ساله
- نیکلاس دورت، ۱۷ ساله
- آرون فیز، ۳۷ ساله
- جیمی گاتنبرگ، ۱۴ ساله
- کریس هیکسون، ۴۹ ساله
- لوک هویر، ۱۵ ساله
- کارا لوگران، ۱۴ ساله
- جینا مونتالتو، ۱۴ ساله
- جاکین الیور، ۱۷ ساله
- آلاینا پتی، ۱۴ ساله
- میدو پولاک، ۱۸ ساله
- هلنا رامزی، ۱۷ ساله
- الکس شاکتر، ۱۴ ساله
- کارمن شنتراپ، ۱۶ ساله
- پیتر وانگ، ۱۵ ساله

## واکنش‌ها
دونالد ترامپ، رئیس‌جمهوری آمریکا، در پیامی در حساب کاربری خود در توئیتر با بستگان قربانیان و آسیب‌دیدگان ابراز همدردی کرده‌است.
ترامپ در پیامی در حساب توییتر خود این‌چنین نوشت: «نشانه‌های زیادی وجود دارد که حاکی است قاتل فلوریدا یک فرد روان‌پریش بوده و حتی به دلیل رفتار نامتعادل از مدرسه اخراج شده‌است. همسایگان و همکلاسی‌هایش او را به عنوان فردی با مشکلات بزرگ می‌شناختند. باید این موارد همواره و همواره به مقامات گزارش شود.»
ترامپ اندکی بعد دستور داد برای احترام به قربانیان این حادثه پرچم‌ها در این کشور به حالت نیمه افراشته درآید.
کاخ سفید اعلام کرد دونالد ترامپ در جریان این تیراندازی قرار گرفته و لحظه به لحظه در جریان تحولات آن قرار دارد.
مارکو روبیو سناتور جمهوری‌خواه فلوریدا گفت حمله کاملاً برنامه‌ریزی شده بود تا حداکثر تلفات را وارد کند.
روبیو، با اعلام اینکه «چنین حملاتی می‌تواند هر جا روی دهد» خاطرنشان کرد: «عمل حمله به عنوان یک فرد مشکل‌دار و خطرناک شناخته‌شده بود، شخصی که در مدرسه به سوژه شوخی‌ها تبدیل شده بود برای اینکه بگویند روزی برخواهد گشت و به دیگران آسیب خواهد رساند.»
روبیو که با شبکه فاکس نیوز گفتگو می‌کرد در ادامه افزود: «با این حال وی توانست با پنهان‌کردن هویت خود سلاح خریداری کند و هفده تن را به کشتن دهد.»
به گزارش برخی رسانه‌ها، یکی از کاربران وب‌گاه یوتیوب سپتامبر گذشته پلیس فدرال آمریکا، را در جریان کامنتی از سوی فردی هم‌نام با عامل حمله فلوریدا قرارداده بود که در آن نوشته‌شده بود: «کار من رفتن به مدارس و انجام تیراندازی است.»
به گفتهٔ کلانتر ایالت فلوریدا نیکلاس کروز پیش از این پیام‌های «بسیار هشدار دهنده‌ای» را بر روی شبکه‌های اجتماعی منتشر کرده بود. بر روی صفحات شخصی وی در اینستاگرام و توییتر که اکنون غیرفعال شده اغلب تصاویری با صورت پوشیده به همراه کلاه لبه‌دار نیروهای زمینی ارتش دیده می‌شد که نیکلاس کروز در آنها سلاح سرد یا تفنگ بادی در دست داشت.

## پیشینه
- بنا بر گزارش مؤسسه «امنیت سلاح برای همه شهرها» این هجدهمین تیراندازی در سال جاری در داخل یا اطراف مدرسه‌ای در آمریکا بود و ششمین تیراندازی در یک مدرسه که کسی را زخمی کرده یا کشته‌است.[۲۲]
- کشتار سال ۲۰۱۲ در دبستان سندی هوک در ایالت کانتیکات که ۲۰ دانش‌آموز و شش بزرگسال در آن کشته شدند.[۲۲]